# Lijst van Brusselse ministers van Huisvesting
Dit is een lijst van ministers van Huisvesting in de Brusselse Hoofdstedelijke Regering.

## Lijst
| Nr. | Minister | Minister                    | Partij | Partij | Begin            | Einde            | Regering(en)                              | Bevoegdheid                      |
| --- | -------- | --------------------------- | ------ | ------ | ---------------- | ---------------- | ----------------------------------------- | -------------------------------- |
| 1   |          | Georges Désir (1925-2016)   |        | FDF    | 12 juli 1989     | 17 december 1991 | Picqué I                                  | Huisvesting                      |
| 2   |          | Didier Gosuin (1952)        |        | FDF    | 17 december 1991 | 23 juni 1995     | Picqué I                                  | Huisvesting                      |
| S   |          | Éric Tomas (1948)           |        | PS     | 23 juni 1995     | 14 juli 1999     | Picqué II                                 | Woonbeleid                       |
| 3   |          | Éric Tomas (1948)           |        | PS     | 14 juli 1999     | 19 juli 2004     | Simonet I, de Donnea, Ducarme, Simonet II | Huisvesting                      |
| S   |          | Alain Hutchinson (1949)     |        | PS     | 15 juli 1999     | 19 juli 2004     | Simonet I, de Donnea, Ducarme, Simonet II | Huisvesting/ Sociale Huisvesting |
| 4   |          | Charles Picqué (1948)       |        | PS     | 19 juli 2004     | 16 juli 2009     | Picqué III                                | Huisvesting                      |
| S   |          | Françoise Dupuis (1949)     |        | PS     | 19 juli 2004     | 16 juli 2009     | Picqué III                                | Huisvesting                      |
| S   |          | Christos Doulkeridis (1968) |        | Ecolo  | 16 juli 2009     | 20 juli 2014     | Picqué IV, Vervoort I                     | Huisvesting                      |
| 5   |          | Evelyne Huytebroeck (1958)  |        | Ecolo  | 7 mei 2013       | 20 juli 2014     | Vervoort I                                | Huisvesting                      |
| 6   |          | Céline Fremault (1958)      |        | cdH    | 20 juli 2014     | 18 juli 2019     | Vervoort II                               | Huisvesting                      |
| S   |          | Nawal Ben Hamou (1987)      |        | PS     | 18 juli 2019     | heden            | Vervoort III                              | Huisvesting                      |